# العلاقات البنينية اللاتفية
العلاقات البنينية اللاتفية هي العلاقات الثنائية التي تجمع بين بنين ولاتفيا.

## مقارنة بين البلدين
هذه مقارنة عامة ومرجعية للدولتين:
| وجه المقارنة                                              | بنين            | لاتفيا                                             |
| --------------------------------------------------------- | --------------- | -------------------------------------------------- |
| المساحة (كم2)                                             | 114.76 ألف      | 64.59 ألف                                          |
| عدد السكان (نسمة)                                         | 11.18 مليون     | 1.93 مليون                                         |
| الكثافة السكانية (ن./كم²)                                 | 97.42           | 29.88                                              |
| العاصمة                                                   | بورتو نوفو      | ريغا                                               |
| اللغة الرسمية                                             | لغة فرنسية      | اللغة اللاتفية                                     |
| العملة                                                    | فرنك غرب أفريقي | يورو، لاتس لاتفي، الروبل اللاتفي ‏، الروبل اللاتفي ‏ |
| الناتج المحلي الإجمالي (بليون دولار)                      | 9.27 مليار      | 30.26 مليار                                        |
| الناتج المحلي الإجمالي (تعادل القوة الشرائية) بليون دولار | 22.38 مليار     | 49.24 مليار                                        |
| الناتج المحلي الإجمالي الاسمي للفرد دولار أمريكي          | 762             | 14.06 ألف                                          |
| الناتج المحلي الإجمالي للفرد دولار أمريكي                 | 2.03 ألف        | 23.55 ألف                                          |
| مؤشر التنمية البشرية                                      | 0.480           | 0.819                                              |
| رمز المكالمات الدولي                                      | +229            | +371                                               |
| رمز الإنترنت                                              | .bj             | .lv                                                |
| المنطقة الزمنية                                           | ت ع م+01:00     | ت ع م+02:00، ت ع م+03:00، أوروبا/ريغا ‏             |

## منظمات دولية مشتركة
يشترك البلدان في عضوية مجموعة من المنظمات الدولية، منها:
| علم المنظمة | اسم المنظمة                               | تاريخ انضمام بنين | تاريخ انضمام لاتفيا |
| ----------- | ----------------------------------------- | ----------------- | ------------------- |
|             | مؤسسة التنمية الدولية                     | 16 سبتمبر 1963    | 11 أغسطس 1992       |
|             | يونسكو                                    | 18 أكتوبر 1960    | 9 يوليو 1951        |
|             | وكالة ضمان الاستثمار متعدد الأطراف        | 26 سبتمبر 1994    | 21 أغسطس 1998       |
|             | الأمم المتحدة                             | 20 سبتمبر 1960    | 17 سبتمبر 1991      |
|             | الاتحاد البريدي العالمي                   | ?                 | ?                   |
|             | البنك الدولي للإنشاء والتعمير             | 10 يوليو 1963     | 11 أغسطس 1992       |
|             | الاتحاد الدولي للاتصالات                  | 1961              | 11 ديسمبر 1921      |
|             | منظمة حظر الأسلحة الكيميائية              | ?                 | ?                   |
|             | مؤسسة التمويل الدولية                     | 5 فبراير 1987     | 29 سبتمبر 1993      |
|             | المركز الدولي لتسوية المنازعات الاستشارية | 14 أكتوبر 1966    | 7 سبتمبر 1997       |
|             | منظمة التجارة العالمية                    | ?                 | 1999                |
|             | منظمة الشرطة الجنائية الدولية             | ?                 | ?                   |

## وصلات خارجية
- موقع وزارة الخارجية البنينية
- موقع وزارة الخارجية اللاتفية